# Liste der Gemeinden in der Provinz Valencia
Die spanische Provinz Valencia hat 266 Gemeinden (Stand 1. Januar 2019).

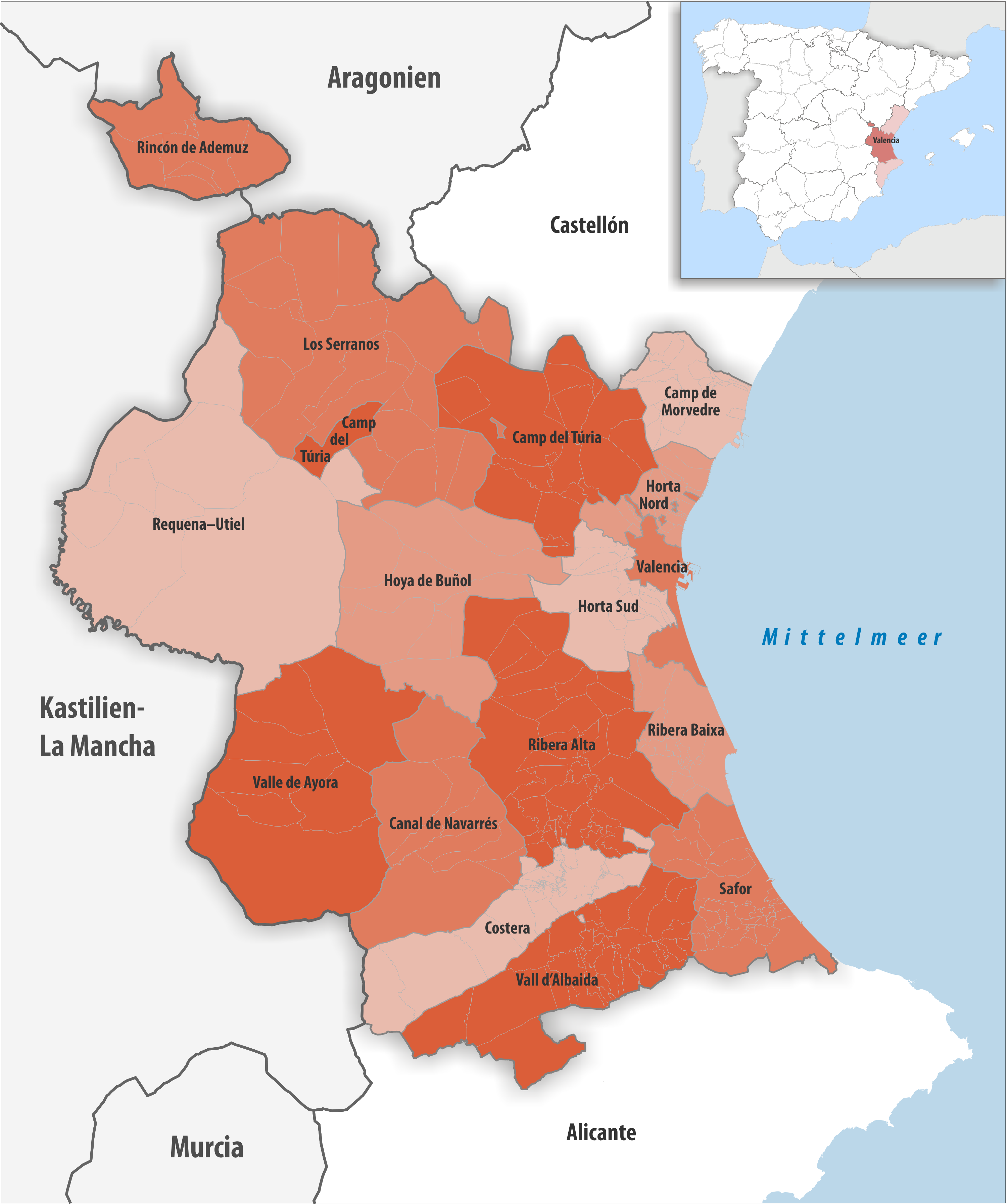
Comarcas in der Provinz Valencia

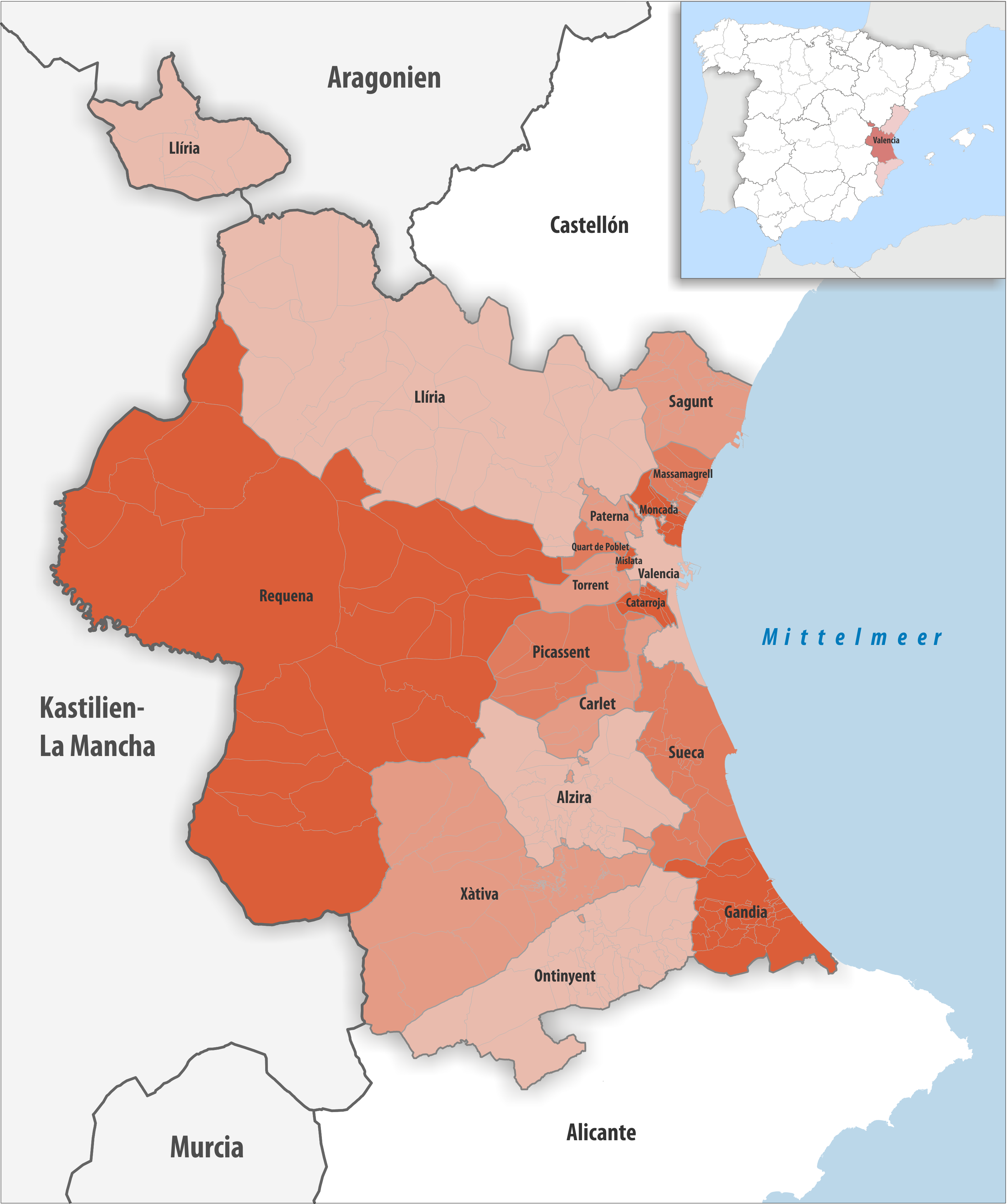
Gerichtsbezirke in der Provinz Valencia

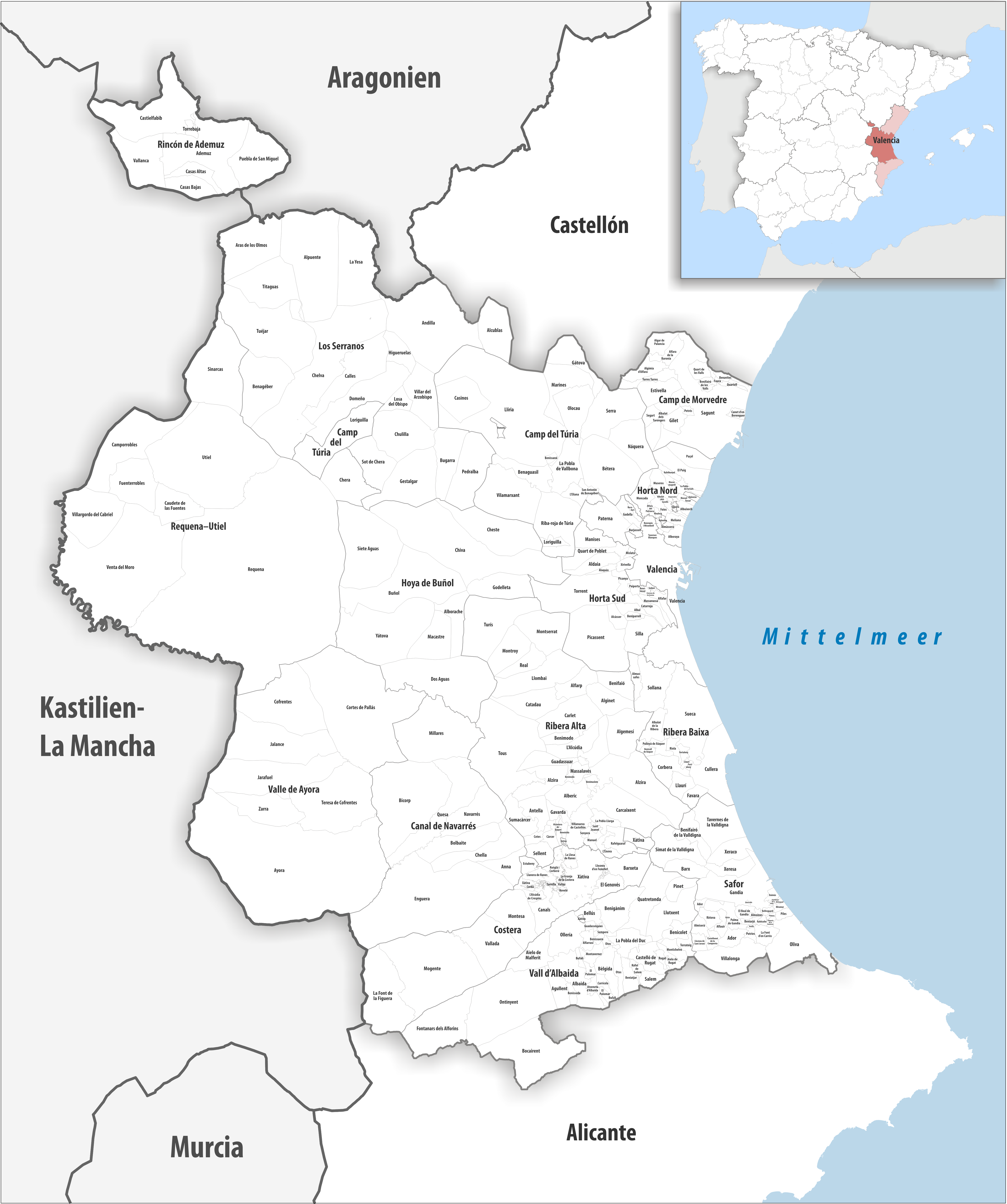
Gemeinden und Comarcas in der Provinz Valencia

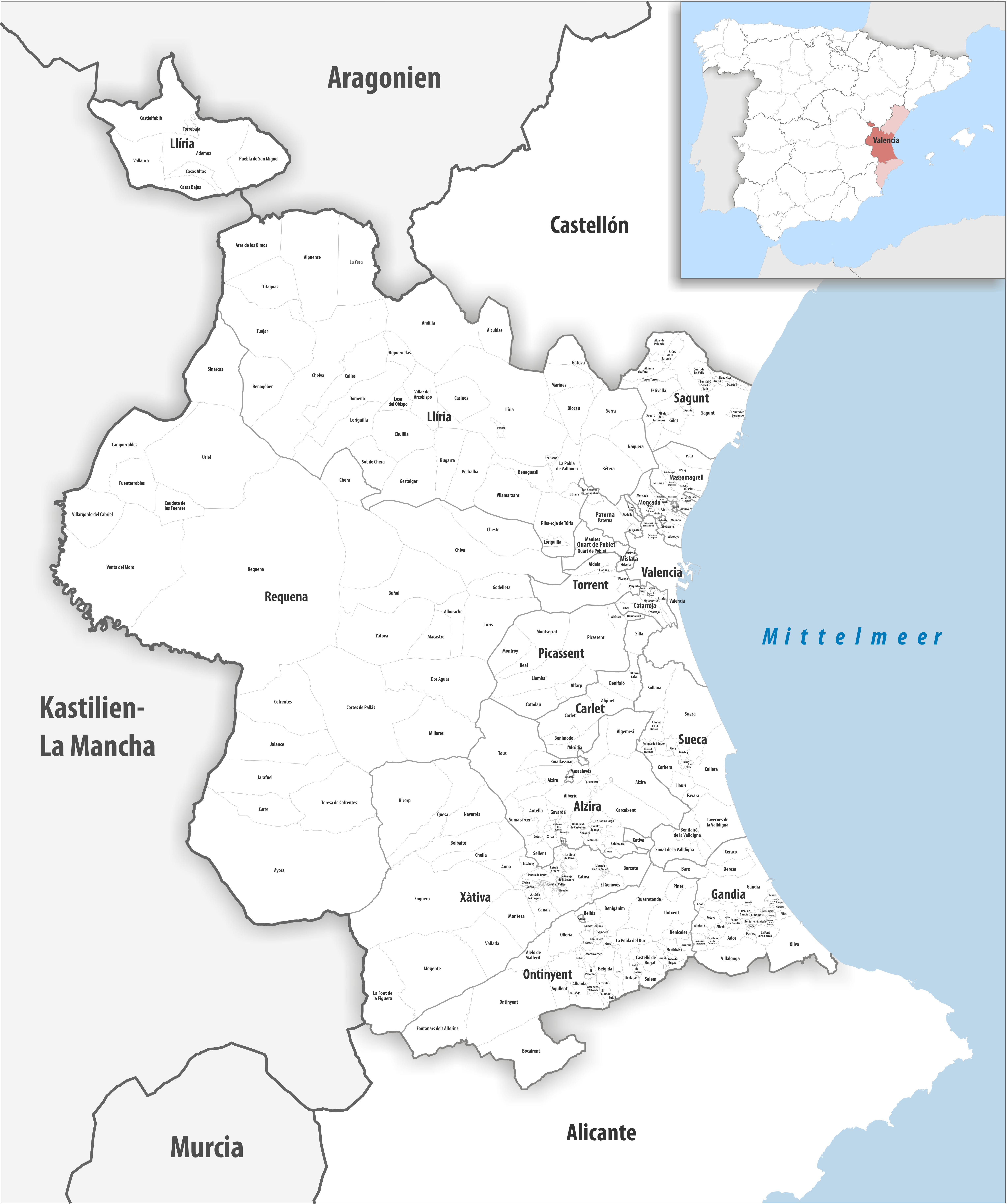
Gemeinden und Gerichtsbezirke in der Provinz Valencia

1Der spanische Name wird kaum benutzt, auch nicht auf Spanisch. In der Mehrheit der Medien auf Spanisch, auch in solchen die in Madrid publiziert werden, werden die katalanischen Namen übernommen. Die Wikipedia auf Spanisch bildet fast die einzige Ausnahme gegen diesen Brauch.